# 旋囊脉狼蛛
旋囊脉狼蛛（学名：Venonia spirocysta）为狼蛛科脉狼蛛属的动物。在中国大陆，分布于福建、浙江等地，多见于山间、城区附近。该物种的模式产地在福建。